# Peter Mitchell (Radsportler)
Peter „Pete“ Mitchell (* 12. Januar 1990 in London) ist ein britischer Bahnradsportler. Ab 2020 war er vorwiegend als Pilot bei Bahnrennen für sehbehinderte Radsportler aktiv. Im Jahr 2024 kehrte er zum Elite-Radsport zurück.

## Sportliche Laufbahn
2007 wurde Peter Mitchell Junioren-Weltmeister im Teamsprint, gemeinsam mit David Daniell und Christian Lyte, und belegte im Sprint Rang drei. Bei Europa-Bahnmeisterschaften (U23) wurde er 2008 Zweiter im Teamsprint (mit Steven Hill und Luc Jones) und Dritter im Sprint; 2010 errang er den dritten Platz im Sprint erneut. Seit 2009 belegte Mitchell mehrfach Podiumsplätze bei nationalen Bahnmeisterschaften, zuletzt wurde er britischer Vize-Meister im Sprint, hinter Jason Kenny.
Bei den Paracycling-Bahnweltmeisterschaften 2014 in Aguascalientes errang Mitchell mit Neil Fachie als dessen Tandem-Pilot zwei Goldmedaillen, im Zeitfahren sowie im Sprint. Diesen Erfolg konnten die beiden Sportler in den beiden folgenden Jahren wiederholen. Dreimal gewann er die traditionsreiche Champion of Champions Trophy.
2016 errangen Mitchell und Fachie bei den Paralympics in Rio de Janeiro die Silbermedaille im Zeitfahren auf der Bahn. 2019 wurde er als Pilot von James Ball Weltmeister im Zeitfahren, im Sprint errangen die beiden Sportler die Silbermedaille. Anfang 2020 trat er vom Leistungsradsport zurück. 2024 kehrte er zurück, startete bei den nationalen Bahnmeisterschaften und gewann den nationalen Sprint-Titel.

## Erfolge

### Bahn
2007
- Junioren-Weltmeisterschaft – Teamsprint (mit David Daniell und Christian Lyte)
- Junioren-Weltmeisterschaft – Sprint

2008
- Junioren-Europameisterschaft – Teamsprint (mit Steven Hill und Luc Jones)

2010
- U23-Europameisterschaft – Sprint

2011
- U23-Europameisterschaft – Teamsprint (mit Philip Hindes und Callum Skinner)

2024
- Britischer Meister – Sprint

### Paracycling – Bahn
2014
- Weltmeister – Tandemrennen als Pilot von Neil Fachie – Zeitfahren, Sprint

2015
- Weltmeister – Tandemrennen als Pilot von Neil Fachie – Zeitfahren, Sprint

2016
- Weltmeister – Tandemrennen als Pilot von Neil Fachie – Zeitfahren, Sprint

2016
- Paralympics – Tandemrennen als Pilot von Neil Fachie – Zeitfahren

2018
- Weltmeisterschaft – Tandemrennen als Pilot von James Ball – Zeitfahren
- Weltmeisterschaft Tandemrennen als Pilot von James Ball – Sprint
- Commonwealth Games Tandemrennen als Pilot von James Ball – Zeitfahren, Sprint

2019
- Weltmeister – Tandemrennen als Pilot von James Ball – Zeitfahren
- Weltmeisterschaft – Tandemrennen als Pilot von James Ball – Sprint